# شاهوم قازاریان
شاهوم آرامی قازاریان (ارمنی: Շահում Արամի Ղազարյան؛ ۲۲ سپتامبر ۱۹۳۲ – ۹ ژانویهٔ ۲۰۰۷) یک بازیگر اهل ارمنستان که بین سال‌های ۱۹۷۴ تا ۱۹۸۲ میلادی فعالیت می‌کرد.

## زندگی‌نامه
وی در ۲۲ سپتامبر ۱۹۳۲ در آخالتسیخه به دنیا آمد و از آکادمی دولتی هنرهای زیبای ارمنستان و سپس در سال ۱۹۵۵ از انستیتو دولتی سینما و تئاتر ایروان فارغ‌التحصیل شد. وی همچنین برندهٔ جوایزی همچون مدال موسس خورناتسی (۱۹۹۹) و هنرمند شایسته ارمنستان شوروی شده است. وی در ۹ ژانویهٔ ۲۰۰۷ در سن ۷۴ سالگی در ایروان درگذشت.

## گزیده فیلمشناسی
از فیلم‌ها یا برنامه‌های تلویزیونی که وی در آن نقش داشته است می‌توان به ترانه ایام گذشته (۱۹۸۲)، سایات‌نووا اشاره کرد.